# 薩爾瓦多·達利 (電影)
《薩爾瓦多·達利》（英語：Salvador Dalí）是安迪·華荷1966年執導的美國實驗電影。

## 簡介
此電影在1966年4月前拍攝，記錄了超現實主義藝術家薩爾瓦多·達利在「工廠」參觀及與搖滾樂團地下絲絨成員交流的經過。

### 登場人物
在電影中出現的人物包括薩爾瓦多·達利、Nico 及地下絲絨的盧·里德和斯特林·莫里森，另外亦有舞者傑拉德·馬蘭加及瑪麗·沃倫諾夫。

### 展出
電影曾於2002年3月至4月在泰特現代藝術館作為「新發現」的作品展示，並介紹為「不可避免的塑料爆炸表演的背景影像，具有《試鏡》的若干片段及地下絲絨的《Venus in Furs》中的舞步。」

## 外部連結
- 互联网电影数据库（IMDb）上《薩爾瓦多·達利》的资料（英文）